# Cape Williams
Cape Williams är en udde i Antarktis. Den ligger i Östantarktis. Nya Zeeland gör anspråk på området.
Terrängen inåt land är kuperad söderut. Havet är nära Cape Williams norrut.